# 缸爿山
缸爿山．曾名江鹏山、江彭山，是浙江省象山港中的面积最大和海拔最高的岛屿，隶属于宁波市奉化区裘村镇，也是奉化区境内的最大岛屿。面积2.8251平方公里，滩涂面积0.657平方公里，海岸线9.507公里，海拔高度为193米。该岛现并无常住居民，历史上曾经种植水稻，并建有水库。目前农田和水库废弃，改办养殖，岛上也是临时居住的养殖户。